# This Is My Life (canção de Edward Maya)
This Is My Life é o segundo single do músico romeno e produtor Edward Maya com participação de Vika Jigulina seguindo seu sucesso internacional "Stereo Love". A música é retirada do seu álbum de estreia The Stereo Love Show.

## Posição nas paradas
| Parada (2010)                       | Posição |
| ----------------------------------- | ------- |
| Áustria - Ö3 Austria Top 75         | 54      |
| Bélgica - Ultratop 40 (Flandres)    | 4       |
| Bélgica - Ultratop 40 (Valônia)     | 12      |
| Eslováquia - IFPI                   | 23      |
| Finlândia - Suomen virallinen lista | 7       |
| França - SNEP                       | 2       |
| Hungria - Hungary Dance Top 40      | 10      |
| Reino Unido - UK Dance Chart        | 36      |
| Suécia - Sverigetopplistan          | 58      |
| Suíça - Media Control AG            | 43      |

### Paradas de fim-de-ano
| Parada (2010)                             | Posição |
| ----------------------------------------- | ------- |
| União Europeia - European Hot 100 Singles | 71      |
| Roménia - Romanian Top 100                | 53      |